# Chorycjusz z Gazy
Chorycjusz z Gazy (ur. przed 500, zm. ok. 590) – filozof bizantyński, kierownik szkoły sofistów, retor, uczeń Prokopa z Gazy; autor wielu mów i rozpraw, m.in. dwóch mów ku czci biskupa Marcjana z Gazy, a także 25 utworów filozoficznych w formie diatryb.

## Życiorys
Chorycjusz był najwybitniejszym uczniem Prokopa z Gazy i jego następcą na katedrze retoryki w tamtejszej szkole. Już za życia Prokopa występował publicznie. Ponieważ musiał mieć już wtedy około 20. lat, a pierwsze jego mowy pochodzą sprzed 518 roku musiał urodzić się przed rokiem 500. Z tego czasu pochodzi między innymi mowa nad grobem matki Marii. Uświetnił też swoją mową pogrzeb mistrza. Zmarł w późnej starości, około 590 roku. W jego mowach szkolnych zachowały się imiona jego uczniów: Zachariasza, Prokopiusza, Jana i Eliasza. Nie pozostawił jednak po sobie szkoły. Po Chorycjuszu nie było już wybitnych literatów z Gazy, choć samo miasto kwitło dalej, aż do najazdu arabskiego w 635 roku.

## Twórczość
Za jego najwcześniejszą mowę uchodzi słynna Obrona mimów, idąca za tradycją mów na temat tańców, sięgającą Lucjana (De saltatione) i wiodącą przez Eliusza Arystydesa (Przeciw tańcom mimicznym) do Libaniusza (Obrona tancerzy mimicznych). Brzmi ona dość dziwnie w ustach chrześcijanina, jeśli się zważy na wyuzdany charakter ówczesnych tańców mimicznych. Z drugiej strony sam cesarz poślubił taką tancerkę, a zakaz wykonywania tego typu tańców wydał dopiero w 526 roku. Z lat po roku 518 pochodzi wspomniana mowa na pogrzebie matki. O około 10 lat późniejsza jest mowa wygłoszona na pogrzebie mistrza. Jako oficjalny chwalca wysokich dostojników państwowych występuje Chorycjusz w mowach do Aratiosa i Stefana (535/536) i na wodza Summusa (między 535 a 540). Biskupa Marcjana z Gazy chwali w dwóch mowach (pierwsza sprzed 536 roku) na poświęcenie wybudowanych przez niego kościołów w Gazie, które szczegółowo opisuje. Ułożył też dwie mowy weselne z okazji ślubu swych uczniów. W jednej z 14 zachowanych dialeks opisał tradycyjny obchód święta zimy (brumalia) urządzony przez cesarza Justyniana I pomiędzy 532 a 540 rokiem. Szereg jego mów szkolnych znaleziono wśród mów Libaniusza, którego styl wyraźnie kopiował, podobnie jak styl Prokopa, od którego przejmował całe zdania. Oprócz tych dwóch autorów, studiował też starszych mówców ateńskich. Jego attycyzm nie jest tak czysty jak Prokopa, ale czystszy niż Eneasza. W stylu przeładowanym retoryką, jak u wszystkich Gazejczyków, unika hiatu. Używa klauzul akcentowych, podobnie jak Prokop.
Focjusz w cod. 160 gani w jego stylu nadmiar tropów i figur poetyckich, natomiast pozostali autorzy bizantyńscy traktowali go jako klasyka.
Pisma Chorycjusz wydał F.L. Boissande w Paryżu w 1846 roku pod tytułem: Ch. Gazei orationes, declamationes, fragmenta oraz R. Förster i E. Richsteig w Londynie w latach 20. XX wieku pod tytułem: Ch. Gazei opera.